# راتبي
قالب:معلومات تطبيق

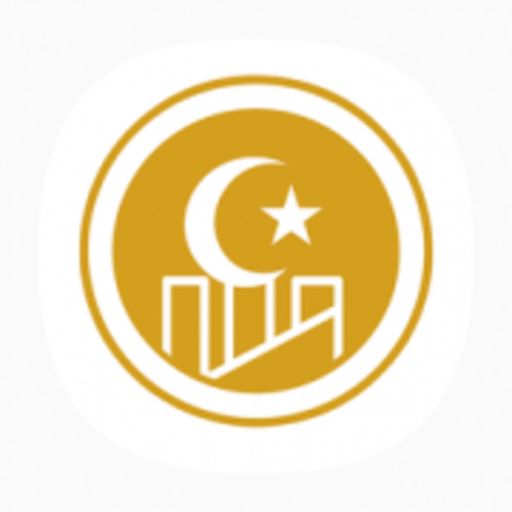
راتبي

راتبي هو تطبيق إلكتروني رسمي أطلقته وزارة المالية الليبية عبر إدارة الميزانية في 10 يوليو 2025، ويهدف إلى تمكين موظفي الحكومة الليبية من متابعة رواتبهم الشهرية وتفاصيلها عبر الهاتف المحمول بسهولة وأمان. التطبيق متاح على أنظمة أندرويد وiOS، وتم تطويره من قبل المبرمج الليبي أحمد مصطفى خير منصور.

## الميزات والخدمات الرئيسية
- استعلام تفصيلي عن الراتب الشهري (الراتب الأساسي، العلاوات، البدلات، والاستقطاعات).
- عرض موعد صرف الراتب الحالي والتواريخ السابقة، مع تنبيهات عند الإيداع.
- تقديم معلومات وظيفية: الكود المالي، جهة العمل، الدرجة، تاريخ التعيين.
- إمكانية استخراج إفادة راتب رسمية PDF للخدمات البنكية أو الحكومية.
- واجهة استخدام عربية سهلة، تدعم جميع الفئات.
- تشفير كامل للبيانات، مع استضافة على خوادم حكومية.
- دعم فني مباشر وسرعة استجابة الخوادم.
- لا يتطلب صلاحيات غير ضرورية على الجهاز.

## خطوات التسجيل والاستخدام
1. تحميل تطبيق [].
2. اختيار خدمة "راتبي".
3. إدخال الرقم الوطني ورقم الهاتف.
4. تعيين كلمة مرور واستلام رمز تحقق OTP عبر رسالة SMS.
5. تسجيل الدخول واستخدام التطبيق.

## المعلومات التقنية
- أول إصدار: 10 يوليو 2025.
- الإصدار الحالي: 312.
- الحجم: نحو 28.9 ميغابايت.
- المنصات: Android 7.0 فما فوق، وiOS.
- لا يتطلب صلاحيات إضافية.

## الاستخدام والاستجابة
خلال أول أسبوع من الإطلاق، تجاوز عدد المسجلين في التطبيق أكثر من 100,000 مستخدم، ولاقى استحسانًا واسعًا من قبل موظفي القطاع العام. التطبيق ساهم في تسهيل الوصول إلى البيانات المالية وخفف من الاعتماد على المعاملات الورقية التقليدية.

## الأمان والخصوصية
- يعتمد على تشفير بيانات المستخدم.
- لا يشارك البيانات مع أطراف ثالثة.
- يتضمن خاصية OTP للتحقق عند التسجيل.
- يُنصح باستخدام كلمة مرور قوية وتغييرها دوريًا.

## أهمية التطبيق
- يوفّر شفافية في الرواتب الحكومية.
- أداة لإدارة الميزانية الشخصية بشكل أكثر تنظيمًا.
- يُستخدم كإثبات مالي في المعاملات البنكية والرسمية.